# Cerkiew św. Mikołaja we Włocławku (1906–1925)
Cerkiew św. Mikołaja – cerkiew prawosławna we Włocławku, wzniesiona w latach 1902–1906, działałająca do opuszczenia miasta przez Rosjan w pierwszych dniach sierpnia 1914. Czasowo zajęta była przez armię niemiecką na cele administracji wojskowej, po 1918 została całkowicie porzucona. W 1920 istniał projekt adaptacji tej cerkwi pod kościół garnizonowy; nie został on jednak zrealizowany z powodu znacznej dewastacji obiektu. Ostatecznie cerkiew, jako symbol polityki rusyfikacyjnej, została rozebrana w 1925.

## Architektura
Świątynia reprezentowała styl neobizantyński. Wejście do niej prowadziło przez ozdobny portal i przedsionek, ponad którym wznosiła się zwieńczona kopułą dzwonnica. Nawa i prezbiterium świątyni były kryte kopułą o podobnym kształcie, do której przylegały na bocznych ścianach mniejsze, analogiczne konstrukcje. W bębnach kopuł zlokalizowano po osiem półkolistych okien. Cerkiew była przeznaczona dla równoczesnego udziału w nabożeństwie 2000 wiernych.
W literaturze określana jest jako jedna z najpiękniejszych świątyń prawosławnych wzniesionych przez Rosjan na terytorium Królestwa Kongresowego.

## Historia

### Pierwszy projekt świątyni
Zorganizowanie parafii prawosławnej i związane z nim urządzenie świątyni tego wyznania we Włocławku miały ścisły związek z przynależnością miasta do zaboru rosyjskiego. Znaczny napływ urzędników carskich oraz żołnierzy armii rosyjskiej, zauważalny zwłaszcza po 1836 (przeniesienie do Włocławka siedziby powiatu), skłonił władze miejskie do urządzenia kaplicy domowej w domu przy ul. Przedmiejskiej 12. W związku z dalszym wzrostem liczby wiernych prawosławnych zakupiony został dom przy ul. Kopernika 6, który w latach 1850–1860 poddano niezbędnym pracom adaptacyjnym i w pełni zmieniono w cerkiew. 
Jednak już w 1859 we Włocławku ulokowano pułk piechoty, pułk kawalerii, komendy policji i żandarmerii oraz sztab straży granicznej stacjonującej w Aleksandrowie Pogranicznym; wszystkie te instytucje zatrudniały prawosławnych Rosjan. W 1870 zawiązany został komitet, który podjął starania o pozwolenie na budowę cerkwi w miejscu targowiska i publicznego ogrodu (dzisiejszy Plac Wolności).
W 1871 Konstanty Wojciechowski przedstawił projekt świątyni, przesłany następnie do Petersburga i tam zaopiniowany pozytywnie. Jego plan zakładał likwidację targowiska (tzw. Nowego Rynku) i urządzenie na całym placu terenu zielonego, z cerkwią w centralnym punkcie, u zbiegu czterech głównych alei. Świątynia miała mieć jedną nawę wybudowaną na planie kwadratu, w stylu neoromańskim, nakrytą kopułą. Półkoliście zamknięte prezbiterium miało być skierowane ku północy. W części południowej miał się znaleźć niższy od nawy przedsionek, przykryty mniejszą kopułą. Boczne wyjścia ze świątyni zaplanowano umieścić zarówno we wschodniej, jak i zachodniej ścianie nawy. Projekt ten nie został ostatecznie zrealizowany, chociaż, jak podają Kiriłł Sokoł i Aleksander Sosna, w 1875 Skarb Państwa rosyjskiego przekazał na ten cel 35 tys. rubli. Zdaniem R. Hankowskiej powodem rezygnacji z budowy cerkwi według pierwotnego planu było zbytnie podobieństwo projektowanego obiektu do kościołów katolickich.

### Budowa
Do zamiaru wzniesienia wolno stojącej świątyni prawosławnej we Włocławku powrócono w 1902. Całkowicie nowy projekt przygotował architekt Jakunin przy współpracy Romana Fijałkowskiego. Kamień węgielny pod budowę świątyni został położony 30 maja 1902 na działce przekazanej bezpłatnie przez władze Włocławka, w miejscu przewidzianym na cerkiew od 1870. Prace budowlane wykonywali pracownicy sprowadzeni z guberni czernihowskiej; cegły na potrzeby inwestycji wyrabiano w cegielni w Aleksandrowie Kujawskim. Według Sokoła i Sosny całkowity koszt budowy pokryły rosyjskie władze centralne (25 tys. rubli) oraz władze miejskie (2 tys. rubli); Hankowska podaje kwotę znacznie wyższą – 67 611 rubli. Obiekt był gotowy w 1906 i 17 grudnia tegoż roku został konsekrowany.
Jak pisano we wniosku do władz Włocławka już po odzyskaniu przez Polskę niepodległości, cerkiew została wybudowana w najbardziej uczęszczanym punkcie miasta i uniemożliwiała przedłużenie ulicy 3 Maja (ówczesnej Nowej), a tym samym blokowała rozwój południowych dzielnic miasta. Autor wniosku twierdził, że przeciw takiej lokalizacji obiektu protestowali mieszkańcy Włocławka oraz część urzędników magistratu, w tym naczelnik powiatowy, który w rezultacie został przeniesiony na inne stanowisko. Budowla była jednoznacznie uznawana przez mieszkańców za symbol rusyfikacji. Wiernymi parafii prawosławnej byli niemal wyłącznie Rosjanie, stanowiący 1,2% mieszkańców miasta.

### Funkcjonowanie cerkwi do 1920

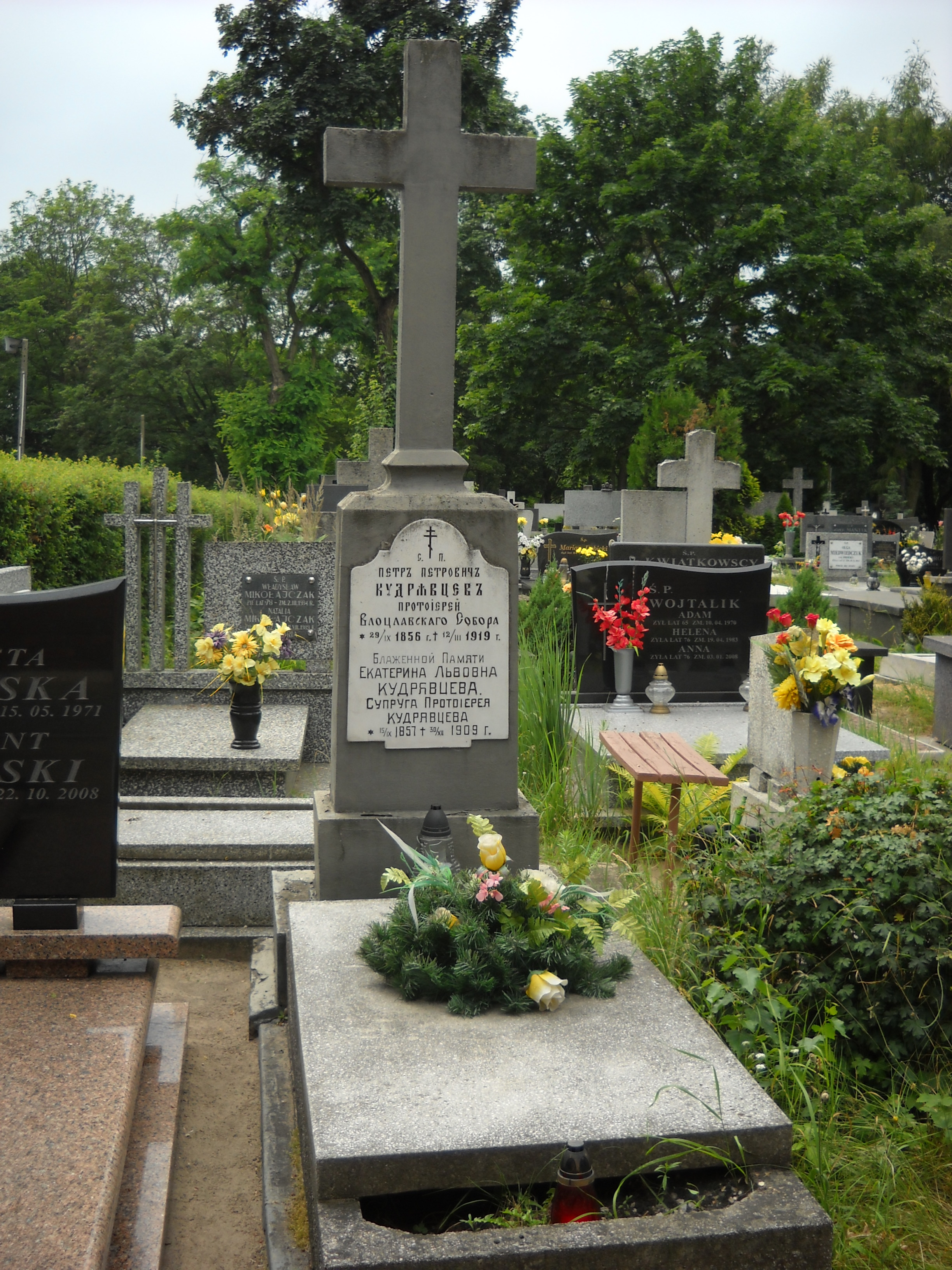
Grób ks. protojereja Piotra Kudriawcewa, zmarłego w 1919 ostatniego proboszcza parafii we Włocławku prowadzącego pracę duszpasterską w cerkwi na dzisiejszym Placu Wolności. Na nagrobku obiekt ten został mylnie nazwany soborem

Parafia prawosławna we Włocławku działała do sierpnia 1914, kiedy rosyjscy mieszkańcy miasta udali się na bieżeństwo. Proboszcz parafii zamknął wówczas budynek cerkwi i nie odprawiał w nim nabożeństw, chociaż sam pozostał w dotychczasowym miejscu zamieszkania. Wojska niemieckie po wkroczeniu do Włocławka przejęły nieczynną świątynię na czele wojskowe, dzwony zaś nakazały przetopić na potrzeby armii.
W 1920 władze miejskie przekazały obiekt garnizonowi włocławskiemu z przeznaczeniem na adaptację na kościół wojskowy. Plany te okazały się jednak niemożliwe do realizacji. Komisja budowlana, której przewodniczył Antoni Olszakowski, oceniła stan techniczny obiektu jako bardzo zły. W raporcie komisji wymieniano m.in. powybijane szyby, oberwanie się większości tynku oraz przesiąknięcie murów wilgocią, co sprawiało, że cały budynek groził zawaleniem.

### Rozbiórka
Trzy lata później kolejna komisja, kierowana przez architekta powiatowego Osterlofa uznała, że kilkuletni okres dewastacji sprawił, że cerkiew mogła zawalić się w każdej chwili. W tym samym raporcie zawarto uwagę, iż zrujnowana budowla:

widokiem swym uwłacza godności narodowej i wywołuje zniecierpliwienie w miejscowym społeczeństwie (...), dowodem czego służą zeszłoroczne tajemnicze eksplozje jakie miały miejsce wewnątrz cerkwi.

W podobnym tonie wypowiadała się prasa lokalna. Hankowska cytuje jako przykład następujący komentarz dziennikarski:

mieszkańcy Ziemi Kujawskiej oraz grodu naszego stale dalej muszą patrzeć na dawną potęgę wschodu, która znikła bezpowrotnie a jednak kopuły sterczą ku niebiosom, jakby na urągowisko.

Cerkiew została ostatecznie rozebrana w 1925. Po jej zburzeniu planowane było połączenie ulicy 3 Maja z ulicą Kaliską, co do tej pory uniemożliwiał gmach świątyni. Projekt ten nie został ostatecznie wprowadzony w życie.
W 2006 prawosławny biskup łódzki i poznański Szymon wystąpił do władz Włocławka o odszkodowanie za rozebraną cerkiew.